# Campeonato FIBA Américas Femenino de 2013
El Campeonato FIBA Américas Femenino de 2013 de baloncesto, también conocido como el Premundial Xapala 2013 se llevó a cabo en Xalapa, México, desde el 21 al 28 de septiembre de 2013.
Para este torneo clasificaron los cuatro mejores países del Campeonato Sudamericano Femenino de Baloncesto disputado en Argentina, y los seis mejores países del Centrobasket Femenino. Por otra parte, Estados Unidos clasificó automáticamente al ser campeón olímpico de la disciplina.
Cuba como campeón, Canadá como subcampeón y Brasil como tercero, fueron los seleccionados que lograron el pase al Campeonato del Mundo en Turquía.

## Clasificación
Nueve equipos clasificaron a través de los torneos preliminares realizados en sus respectivas zonas, los equipos de Centroamérica a través del Centrobasket 2012 y los sudamericanos mediante el Sudamericano 2013. Canadá clasificó automáticamente como miembro de la zona norteamericana.
| Zona Norteamericana | Centrobasket                                                | Sudamericano de Baloncesto                          |
| ------------------- | ----------------------------------------------------------- | --------------------------------------------------- |
| Canadá              | Cuba Jamaica Puerto Rico México (sede) República Dominicana | Brasil (campeón defensor) Argentina Chile Venezuela |

## Formato de competición
Fase de grupos.
Las diez selecciones se dividen en dos grupos (A y B)  de cinco participantes cada uno determinados por sorteo. Los equipos juegan dentro del grupo en un sistema de todos contra todos. Una vez concluidas las cinco jornadas de partidos, los dos primeros equipos de cada grupo avanzan a las Semifinales y se clasifican al Campeonato Mundial de Baloncesto Femenino de 2014, mientras que los tres últimos quedan eliminados.  
Segunda fase.
En "semifinales" se jugaran dos partidos de eliminación directa donde el que pierde juega por la medalla de Bronce y el que gana juega la Final Por la Medalla de Oro.

### Grupos
| Grupo A   | Grupo B              |
| --------- | -------------------- |
| Canadá    | Argentina            |
| Chile     | Puerto Rico          |
| Cuba      | Brasil               |
| Jamaica   | México               |
| Venezuela | República Dominicana |

## Primera fase

### Grupo A
| Pos. | Equipo    | Pts | PJ | PG | PP | PF  | PC  | Dif  |
| ---- | --------- | --- | -- | -- | -- | --- | --- | ---- |
| 1.   | Canadá    | 8   | 4  | 4  | 0  | 310 | 173 | +137 |
| 2.   | Cuba      | 7   | 4  | 3  | 1  | 282 | 235 | +47  |
| 3.   | Chile     | 6   | 4  | 1  | 3  | 258 | 311 | -53  |
| 4.   | Jamaica   | 5   | 4  | 1  | 3  | 225 | 285 | -60  |
| 5.   | Venezuela | 4   | 4  | 1  | 3  | 255 | 326 | -71  |

|  | Clasificado a la siguiente fase del torneo. |

Los horarios corresponde al huso horario de Xalapa, UTC -6.
| 21 de septiembre, 14:00 | Chile                                                                         | 74–77                | Venezuela                                                      |  |  |
|                         | Parciales: 11 - 13, 21 - 15 27 - 24, 15 - 25                                  |                      |                                                                |  |  |
|                         | Estadísticas Ziomara Morrison 30 Ziomara Morrison 18 Javiera Morales Leyton 9 | Reporte Pts Reb Asts | Estadísticas 19 Ivaney Márquez 5 Roselis Silva 6 Roselis Silva |  |  |

| 21 de septiembre, 16:15 | Jamaica                                                              | 51–75                | Cuba                                                                             |  |  |
|                         | Parciales: 23 - 22, 4 - 22 16 - 16, 8 - 15                           |                      |                                                                                  |  |  |
|                         | Estadísticas Shenneika Smith 12 Angelee Latouche 6 Shenneika Smith 5 | Reporte Pts Reb Asts | Estadísticas 23 Yamara Amargo Delgado 11 Marlen Cepeda 3 Oyanaisy Gelis González |  |  |

| 22 de septiembre, 14:00 | Canadá                                                                           | 75–37                | Jamaica                                                            |  |  |
|                         | Parciales: 21 - 7, 12 - 18 21 - 4, 21 - 8                                        |                      |                                                                    |  |  |
|                         | Estadísticas Kimberley Gaucher 15 Miranda Joy Ayim 8 Courtnay Marie Pilypaitis 7 | Reporte Pts Reb Asts | Estadísticas 12 Simone Edwards 5 Shenneika Smith 3 Shenneika Smith |  |  |

| 22 de septiembre, 16:15 | Cuba                                                           | 85–59                | Chile                                                                               |  |  |
|                         | Parciales: 23 - 15, 20 - 11 23 - 16, 19 - 17                   |                      |                                                                                     |  |  |
|                         | Estadísticas Yamara Delgado 20 Arlety Chacón 8 Arlety Chacón 5 | Reporte Pts Reb Asts | Estadísticas 24 Ziomara Morrison 11 Javiera Morales Leyton 6 Javiera Morales Leyton |  |  |

| 23 de septiembre, 14:00 | Venezuela                                                                 | 72–82                | Cuba                                                                                    |  |  |
|                         | Parciales: 12 - 25, 17 - 15 18 - 24, 25 - 18                              |                      |                                                                                         |  |  |
|                         | Estadísticas Cleyder Blanco 19 Cleyder Blanco 10 Daniela Wallen Morillo 5 | Reporte Pts Reb Asts | Estadísticas 28 Yamara Amargo Delgado 9 Yamara Amargo Delgado 4 Oyanaisy Gelis González |  |  |

| 23 de septiembre, 16:15 | Chile                                                              | 51–93                | Canadá                                                                                  |  |  |
|                         | Parciales: 10 - 26, 9 - 23 22 - 17, 10 - 27                        |                      |                                                                                         |  |  |
|                         | Estadísticas Ziomara Morrison 19 Ziomara Morrison 6 Sendy Basaez 5 | Reporte Pts Reb Asts | Estadísticas 15 Shona Louise Thorburn 6 Kimberley Anne Gaucher 4 Kimberley Anne Gaucher |  |  |

| 24 de septiembre, 14:00 | Jamaica                                                             | 56–74                | Chile                                                             |  |  |
|                         | Parciales: 10 - 2, 13 - 28 12 - 28, 21 - 16                         |                      |                                                                   |  |  |
|                         | Estadísticas Shenneika Smith 14 Tajay Arik Ashmeade 8 Sasha Dixon 4 | Reporte Pts Reb Asts | Estadísticas 20 Ziomara Morrison 6 Jenifer Fuentes 5 Sendy Basaez |  |  |

| 24 de septiembre, 16:15 | Canadá                                                       | 89–45                | Venezuela                                                      |  |  |
|                         | Parciales: 21 - 8, 16 - 11 23 - 20, 29 - 6                   |                      |                                                                |  |  |
|                         | Estadísticas Kendel Ross 16 Tamara Tatham 8 Shona Thorburn 4 | Reporte Pts Reb Asts | Estadísticas 13 Waleska Pérez 6 Cleyder Blanco 3 Waleska Pérez |  |  |

| 25 de septiembre, 14:00 | Venezuela                                                       | 61–81                | Jamaica                                                                |  |  |
|                         | Parciales: 12 - 14, 18 - 23 20 - 24, 11 - 20                    |                      |                                                                        |  |  |
|                         | Estadísticas Daniela Wallen 15 Daniela Wallen 5 Roselis Silva 5 | Reporte Pts Reb Asts | Estadísticas 16 Simone Edwards 8 Vanessa Nicole Gidden 7 Tarita Gordon |  |  |

| 25 de septiembre, 16:15 | Cuba                                                              | 40–53                | Canadá                                                              |  |  |
|                         | Parciales: 17 - 9, 13 - 23 2 - 8, 8 - 13                          |                      |                                                                     |  |  |
|                         | Estadísticas Oyanaisy Gelis 11 Marlen Cepeda 8 Ineidis Casanova 6 | Reporte Pts Reb Asts | Estadísticas 17 Tamara Tatham 9 Tamara Tatham 3 Kia Augustine Nurse |  |  |

### Grupo B
| Pos. | Equipo               | Pts | PJ | PG | PP | PF  | PC  | Dif  |
| ---- | -------------------- | --- | -- | -- | -- | --- | --- | ---- |
| 1.   | Brasil               | 8   | 4  | 4  | 0  | 364 | 202 | +162 |
| 2.   | Puerto Rico          | 7   | 4  | 3  | 1  | 301 | 289 | +12  |
| 3.   | Argentina            | 6   | 4  | 2  | 2  | 273 | 251 | +22  |
| 4.   | República Dominicana | 5   | 4  | 1  | 3  | 230 | 335 | -105 |
| 5.   | México               | 4   | 4  | 0  | 4  | 235 | 326 | -91  |

|  | Clasificado a la siguiente fase del torneo. |

Los horarios corresponde al huso horario de Xalapa, UTC -6.
| 21 de septiembre, 18:30 | Brasil                                                                    | 91–54                | Puerto Rico                                                   |  |  |
|                         | Parciales: 24 - 16, 28 - 15 20 - 12, 19 - 11                              |                      |                                                               |  |  |
|                         | Estadísticas Clarissa Dos Santos 24 Clarissa Dos Santos 8 Karla Martins 9 | Reporte Pts Reb Asts | Estadísticas 14 Carla Cortijo 6 Carla Cortijo 6 Carla Cortijo |  |  |

| 21 de septiembre, 21:10 | Argentina                                                                   | 67–53                | México                                                                       |  |  |
|                         | Parciales: 15 - 11, 7 - 12 17 - 18, 28 - 12                                 |                      |                                                                              |  |  |
|                         | Estadísticas Gisela Verónica Vega 24 Gisela Verónica Vega 20 Nadia Flores 5 | Reporte Pts Reb Asts | Estadísticas 17 Brisa Silva Rodríguez 6 Abril García 5 Brisa Silva Rodríguez |  |  |

| 22 de septiembre, 18:30 | Puerto Rico                                                            | 85–79                | Argentina                                                           |  |  |
|                         | Parciales: 27 - 22, 12 - 26 16 - 14, 30 - 17                           |                      |                                                                     |  |  |
|                         | Estadísticas Jazmine Sepúlveda 24 Jazmine Sepúlveda 13 Carla Cortijo 6 | Reporte Pts Reb Asts | Estadísticas 20 Ornella Santana 6 Melissa Gretter 6 Melissa Gretter |  |  |

| 22 de septiembre, 21:10 | República Dominicana                                                               | 43–107               | Brasil                                                                      |  |  |
|                         | Parciales: 11 - 27, 6 - 25 12 - 25, 14 - 30                                        |                      |                                                                             |  |  |
|                         | Estadísticas Escarlin Moquete Roa 10 Sugeiry Monsac Sierra 6 Génesis Evangelista 3 | Reporte Pts Reb Asts | Estadísticas 17 Nadia Gomes Colhado 14 Nadia Gomes Colhado 4 Damiris Dantas |  |  |

| 23 de septiembre, 18:30 | Argentina                                                   | 67–44                | República Dominicana                                                       |  |  |
|                         | Parciales: 17 - 12, 15 - 9 22 - 17, 13 - 6                  |                      |                                                                            |  |  |
|                         | Estadísticas Gisela Vega 21 Gisela Vega 11 Melisa Gretter 7 | Reporte Pts Reb Asts | Estadísticas 9 Andreína Paniagua 7 Andreína Paniagua 2 Génesis Evangelista |  |  |

| 23 de septiembre, 21:10 | México                                                       | 60–78                | Puerto Rico                                                       |  |  |
|                         | Parciales: 15 - 16, 17 - 22 16 - 24, 12 - 16                 |                      |                                                                   |  |  |
|                         | Estadísticas Alexis Castro 22 Alexis Castro 15 Brisa Silva 3 | Reporte Pts Reb Asts | Estadísticas 15 Carla Cortijo 9 Jazmine Sepúlveda 7 Carla Cortijo |  |  |

| 24 de septiembre, 18:30 | Brasil                                                                  | 69–60                | Argentina                                                    |  |  |
|                         | Parciales: 18 - 19, 15 - 8 21 - 18, 15 - 15                             |                      |                                                              |  |  |
|                         | Estadísticas Damiris Dantas 14 Damiris Dantas 13 Adriana Moisés Pinto 5 | Reporte Pts Reb Asts | Estadísticas 23 Gisela Vega 5 María Lineira 8 Melisa Gretter |  |  |

| 24 de septiembre, 21:10 | República Dominicana                                                               | 84–77                | México                                                          |  |  |
|                         | Parciales: 22 - 17, 17 - 20 27 - 19, 18 - 21                                       |                      |                                                                 |  |  |
|                         | Estadísticas Andreína Paniagua 20 Sugeiry Monsac Sierra 11 Sugeiry Monsac Sierra 6 | Reporte Pts Reb Asts | Estadísticas 25 Alexis Castro 11 Martha Camacho 8 Mónica García |  |  |

| 25 de septiembre, 18:30 | Puerto Rico                                                        | 84–59                | República Dominicana                                                       |  |  |
|                         | Parciales: 33 - 12, 16 - 11 23 - 17, 12 - 19                       |                      |                                                                            |  |  |
|                         | Estadísticas Carla Cortijo 18 Carla Cortijo 9 Ashley Nicole Prim 4 | Reporte Pts Reb Asts | Estadísticas 21 Andreína Paniagua 13 Escarlín Moquete Roa 6 Yohanna Morton |  |  |

| 25 de septiembre, 21:10 | México                                                                       | 45–97                | Brasil                                                                          |  |  |
|                         | Parciales: 14 - 23, 18 - 25 7 - 25, 6 - 24                                   |                      |                                                                                 |  |  |
|                         | Estadísticas Brisa Silva Rodríguez 12 María Morales Castro 6 Alexis Castro 3 | Reporte Pts Reb Asts | Estadísticas 15 Patricia Teixeira Ribeiro 12 Clarissa Dos Santos 5 Taina Mayara |  |  |

## Segunda fase
|  | Semifinales      | Semifinales      |    |             | Final            | Final            |  |
|  | 27 de septiembre | 27 de septiembre |    |             | 28 de septiembre | 28 de septiembre |  |
|  |                  |                  |    |             |                  |                  |  |
|  |                  |                  |    |             |                  |                  |  |
|  | Canadá           | 73               |    |             |                  |                  |  |
|  | Puerto Rico      | 48               |    |             |                  |                  |  |
|  |                  |                  |    |             |                  |                  |  |
|  |                  |                  |    |             |                  |                  |  |
|  |                  |                  |    |             | Canadá           | 71               |  |
|  |                  | Cuba             | 79 |             |                  |                  |  |
|  |                  |                  |    |             |                  |                  |  |
|  |                  |                  |    |             |                  |                  |  |
|  |                  |                  |    |             | Tercer lugar     |                  |  |
|  |                  |                  |    |             |                  |                  |  |
|  | Brasil           | 68               |    | Puerto Rico | 56               |                  |  |
|  | Cuba             | 72               |    |             | Brasil           | 66               |  |

### Semifinales
| 27 de septiembre, 17:45 (UTC -6) | Canadá                                                                                    | 73–48                | Puerto Rico                                                               |  |  |
|                                  | Parciales: 26 - 8, 13 - 18 19 - 14, 15 - 8                                                |                      |                                                                           |  |  |
|                                  | Estadísticas Kimberley Anne Gaucher 14 Kimberley Anne Gaucher 11 Kimberley Anne Gaucher 3 | Reporte Pts Reb Asts | Estadísticas 22 Carla Cortijo 7 Marie Plácido Morales 4 Jazmine Sepúlveda |  |  |

| 27 de septiembre, 20:00 (UTC -6) | Brasil                                                                             | 68–72                | Cuba                                                                      |  |  |
|                                  | Parciales: 15 - 22, 6 - 18 28 - 15, 19 - 17                                        |                      |                                                                           |  |  |
|                                  | Estadísticas Adriana Moisés Pinto 15 Nadia Gomes Colhado 12 Adriana Moisés Pinto 7 | Reporte Pts Reb Asts | Estadísticas 18 Clenia Noblet Salazar 15 Marlen Cepeda 4 Ineidis Casanova |  |  |

### Tercer puesto
| 28 de septiembre, 17:45 (UTC -6) | Puerto Rico                                                           | 56–66                | Brasil                                                                   |  |  |
|                                  | Parciales: 19 - 18, 9 - 20 16 - 15, 12 - 13                           |                      |                                                                          |  |  |
|                                  | Estadísticas Jazmine Sepúlveda 21 Jazmine Sepúlveda 8 Carla Cortijo 4 | Reporte Pts Reb Asts | Estadísticas 18 Tatiane Pacheco 13 Clarissa Dos Santos 5 Tatiane Pacheco |  |  |

### Final
| 28 de septiembre, 20:00 (UTC -6) | Canadá                                                        | 71–79                | Cuba                                                                               |  |  |
|                                  | Parciales: 15 - 20, 15 - 25 17 - 13, 24 - 21                  |                      |                                                                                    |  |  |
|                                  | Estadísticas Tamara Tatham 25 Tamara Tatham 9 Tamara Tatham 4 | Reporte Pts Reb Asts | Estadísticas 19 Oyanaisy Gelis González 12 Marlen Cepeda 6 Oyanaisy Gelis González |  |  |

Cuba

Campeón

3.° título

## Estadísticas
| Máximos anotadores    | Máximos anotadores | Máximos anotadores | Máximos anotadores |
| Jugador               | Anotaciones        | PJ                 |                    |
| --------------------- | ------------------ | ------------------ | ------------------ |
| Ziomara Morrison      | 93                 | 4                  |                    |
| Yamara Amargo Delgado | 92                 | 5                  |                    |
| Carla Cortijo         | 91                 | 6                  |                    |
| Clarissa Dos Santos   | 87                 | 6                  |                    |

| Más rebotes         | Más rebotes | Más rebotes | Más rebotes |
| Jugador             | Reb         | PJ          |             |
| ------------------- | ----------- | ----------- | ----------- |
| Marlen Cepeda       | 54          | 6           |             |
| Nadia Gomes Colhado | 53          | 6           |             |
| Clarissa Dos Santos | 59          | 6           |             |
| Gisela Vega         | 46          | 4           |             |

| Más asistencias      | Más asistencias | Más asistencias | Más asistencias |
| Jugador              | as              | PJ              |                 |
| -------------------- | --------------- | --------------- | --------------- |
| Carla Cortijo        | 32              | 6               |                 |
| Adriana Moisés Pinto | 29              | 6               |                 |
| Melisa Gretter       | 25              | 4               |                 |
| Karla Martins        | 23              | 6               |                 |

## Clasificados al mundial
| Cuba | Canadá | Brasil |